# Panika moralna
Panika moralna – zjawisko nagłego rozprzestrzeniania się niepokoju społecznego, spowodowanego zagrożeniem istotnych dla społeczności wartości.

## Źródła pojęcia
Twórcą pojęcia jest brytyjski socjolog Stanley Cohen, analizujący w 1972 r. reakcje brytyjskich mediów na konflikt dwóch subkultur młodzieżowych: modsów i rockersów. W Wielkiej Brytanii wszelkie zdarzenia związane z tymi subkulturami były wtedy przez media mocno nagłaśniane, a należący do nich nastolatkowie demonizowani. Wytworzyła się wówczas atmosfera niechęci, strachu i nieufności wobec nich.
Panika moralna dotyczyła subkultur młodzieżowych (modsi, rockersi, skinheadzi, punki), ruchów społecznych i politycznych (feminizm, radykalne związki zawodowe), grup mniejszościowych (homoseksualiści), satanizmu (tzw. satanic panic) czy innych zjawisk (narkotyki, AIDS, molestowanie seksualne dzieci).

## Przebieg moralnej paniki
Moralna panika powstaje na styku mediów, opinii publicznej, grup interesu i władz.
Według Cohena, panika moralna to pewien sposób reakcji społeczeństwa na różnego rodzaju dewiacje lub łamanie zasad: "to sposób na wyrażenie dezaprobaty, potępienia lub krytyki wobec kogoś, kogo w danym momencie postrzegamy jako dewianta (...). Potępienie i dezaprobata społeczna stanowią tu element moralny, zaś panika jest wyrazem histerii i nadmiernej reakcji. Kluczowe jest tu zaangażowanie mediów – bez nich panika moralna nie ma szans się rozwinąć. Media mogą ją zainicjować lub rozdmuchać".
Panika moralna powstaje zazwyczaj wokół sytuacji niespotykanej, niepopularnej aktywności społecznej, budzącej wątpliwości co do swojego społecznego i moralnego charakteru. Może powstać nawet wokół mało kontrowersyjnej sprawy, jeśli tylko istnieje sprzyjające podłoże społeczne (fobie czy uprzedzenia), a sprawa zostanie zauważona i nagłośniona przez media masowe.
Stanley Cohen uważa, iż główną przyczyną jej powstawania jest współczesny upadek wartości moralnych: "na poziomie moralnym współczesne społeczeństwo znajduje się w kryzysie. Dopóki nie upowszechni się jeden spójny zestaw wartości moralnych, co jakiś czas będą wybuchać epidemie paniki moralnej".
Wraz z paniką moralną następuje wzrost "publicznej nerwowości". Odbiorcy komunikatów medialnych mają wrażenie, iż dane zjawisko jest faktycznie istotnym problem bezpośrednio ich dotykającym. Ostatnim etapem jest włączenie opinii osób uznanych za ekspertów w danej dziedzinie, publikacja raportów i ekspertyz, a także możliwych rozwiązań danego problemu lub informacji o podjętych działaniach. Rośnie presja społeczna na mocniejszą infiltrację danego zjawiska i wyraźniejsze działanie danych służb bądź rządu. Budowanie w społeczeństwie atmosfery niepewności i strachu może mieć na celu odwrócenie uwagi od spraw istotnych i może być wykorzystywane przez strony polityczne.
Zaufanie do prasy jako różnorodnego źródła informacji, okazało się powiązane z demokratycznym ideałem oraz postępem gospodarczym, technicznym i naukowym. Swoboda wyrażania opinii oraz wolność prasy (ustawa uświęcona we Francji z 1881 r.) sprawiały, że zaufanie do mediów rosły. Media były narzędziem tworzącym uniwersalną cywilizacjię. Pod koniec XIX wieku zaufanie do mediów powoli upadało, podczas gdy prawo głosu było coraz większe. Media rozwijając się, zaczęły być brutalne wobec osób, które postrzegały je za zagrożenie oraz przedmiot manipulacji.
Panika moralna może trwać długo, obejmować całe społeczeństwo i silnie na nie oddziaływać (np. poprzez zmiany w polityce społecznej), ale może również zniknąć bardzo szybko i mieć nikły lub nie mieć w ogóle wpływu na społeczeństwo.

## Cechy

### Panika moralna według Stanleya Cohena
Wzbudzanie paniki moralnej jest jednym ze sposobów zwrócenia uwagi i zainteresowania widzów, często znużonych monotematycznością mediów. Zdaniem Stanleya Cohena panika charakteryzuje się trzema głównymi cechami: przesadą i zniekształceniem, przewidywaniem oraz symbolizacją.
Przesadą charakteryzuje się głównie język dziennikarzy, których praktyki mają na celu zwrócenie uwagi odbiorców za wszelką cenę. Stosuje się specyficzny język, słownictwo nacechowane emocjonalnie, bądź styl zbliżony do dziennikarstwa kryminalnego (szczególnie w tytułach i leadach). Są one przez dziennikarzy często stosowane, bo łatwo zapadają w pamięć, niezależnie od swojej prawdziwości. Działają na emocje, dlatego opłaca się ich używać, bo szybko zwracają na siebie uwagę odbiorcy. Często przypomina się o danym zdarzeniu, kiedy minął już dłuższy czas; znajduje się kolejne sprawy, które "wydają się" być z danym zdarzeniem powiązane, "odświeża się" dawne wiadomości na tematy pokrewne, nagłaśnia informacje niesprawdzone lecz mogące budzić odpowiednie skojarzenia. Zniekształca się wydarzenia i zjawiska, które już miały miejsce, łączy się często niezwiązane ze sobą zdarzenia i zachowania tak, aby jak najbardziej pasowały pod schematy wcześniejszych, budzących wątpliwości moralne sytuacji.
Drugą cechą jest przewidywanie, że dewiacyjne zdarzenie, czy zachowanie będzie kontynuowane i kolejne grupy będą dane czynności naśladować, a ich negatywne konsekwencje będą się rozszerzać. "To sprawdzone twierdzenie, obecne praktycznie w każdym sprawozdaniu czy raporcie, że to, co wydarzyło się raz, niewątpliwie zdarzy się ponownie". Przewidywanie, że zjawisko potencjalnie budzące zagrożenie w społeczeństwie może się wydarzyć ponownie budzi jeszcze większy strach i panikę, kumuluje nastroje nerwów i chaosu. Rośnie obawa, że zjawisko stanie się powszechne i spowoduje szkody w systemach wartości społeczeństwa.
Zjawisko symbolizacji w mediach Stanley Cohen przedstawił na przykładzie subkultur modsów i rockersów. "Istnieją trzy etapy w tworzeniu symbolizacji: słowo (mod) staje się symbolem pewnego statusu (przestępcy, bądź odbiegającego od normy); obiekty i wygląd (fryzura, ubrania) symbolizują słowa; obiekty same w sobie stają się symboliczne dla danego statusu (należy też wspomnieć o przypisanych statusowi emocjach). Efekt kumulacyjny tych trzech etapów spowodował, że same terminy "modsi" i "rockersi" odarte zostały z jakichkolwiek neutralnych kontekstów, nadane im zostało tylko i wyłącznie znaczenie negatywne, budzące złe emocje".

### Panika moralna według Goode'a i Ben-Yehuda
Amerykańscy badacze zjawiska paniki moralnej w dużo mniejszym stopniu niż brytyjscy naukowcy wiążą powstawanie paniki z działalnością mediów, o czym świadczy dokonana przez nich obszerna analiza XVII-wiecznego polowania na czarownice przy użyciu koncepcji paniki moralnej. Media nie pojawiają się także pośród pięciu zasadniczych elementów paniki moralnej, na które wskazują Erich Goode'a i Nachmana Ben-Yehuda:
- niepokój (concern) – musi istnieć świadomość, że zachowanie grupy lub kategorii, o której mowa może mieć negatywny wpływ na społeczeństwo i zachowanie porządku społecznego;
- wrogość – wrogość i niechęć wobec danej grupy, która wyróżnia się ze społeczeństwa i jest w pewien sposób odmienna. Tworzy się jasny podział między "my" i "oni";
- konsens – choć problem nie musi być ogólnokrajowy, istnieć musi powszechna zgoda co do tego, że dana grupa stanowi bardzo realne zagrożenie dla społeczeństwa;
- nieproporcjonalność – aby pojęcie moralnej paniki było adekwatne, musi w danym przypadku wystąpić duża dysproporcja między działaniami i rzeczywistym zagrożeniem ze strony uznanej na niebezpieczną grupy;
- niestabilność (volatility) – zjawisko moralnej paniki to zjawisko wysoce niestabilne i zaniknąć może tak szybko, jak się pojawiło, np. z powodu zanikania publicznego zainteresowania tematem.